# Pagan Bugarski
Pagan (bugarski Паган) bio je vladar Bugarske 767. – 768. Poznat je i kao Bojan, a bio je — prema djelu Cäğfär Taríxı — sin kana Vineha (Bunek). Naslijedio je kana Toktua — koji je ubijen — te je sa svojim dvorjanima otišao u Traciju kako bi sklopio sporazum s bizantskim carem Konstantinom V. Kopronimom. Car je rekao da želi mir, ali je također ukorio Bugare zbog toga što je njihov bivši, svrgnuti vladar Sabin, živio na bizantskom dvoru kao izbjeglica. Ipak, car se složio sklopiti sporazum te se Pagan vratio u Bugarsku.
Iznenada, Konstantin V. je izvršio invaziju na Bugarsku, ali ona nije dugo trajala. Dao je zapaliti neka mjesta blizu bugarskog glavnog grada, potom se povukavši, ali se to iznimno negativno odrazilo na samog Pagana, kojeg su podanici optužili za nesposobnost te je on morao bježati s dvora. Sluge su na kraju ubile te ga je naslijedio Telerig.
| Prethodnik: | Vladar Bugarske | Nasljednik: |
| Toktu       | Vladar Bugarske | Telerig     |